# Kraljestvo Tašir-Dzoraget
Kraljestvo Tašir-Dzoraget (armensko Տաշիր-Ձորագետի Թագավորություն, Tašir-Dzorageti t'agavorut'jun), ki ga kasnejši zgodovinarji imenujejo tudi Kraljestvo Lori ali Kjurikidsko kraljestvo, je bilo srednjeveško armensko kraljestvo, ustanovljeno leta 979 kot vazalno kraljestvo Bagratidske Armenije. Prva prestolnica kraljestva je bil Macnaberd, ki je zdaj v Azerbajdžanu. 
Kraljestvo je bilo ustanovljeno na ozemlju sedanje severne Armenije, severozahodnega Azerbajdžana in južne Gruzije. Prvi vladar kraljestva je bil kralj Kjurike I., znan tudi kot Gurgen I. Ozemlje in naslov kralja mu je leta 979 podelil brat in armenski kralj Smbat II. Kjurikidi so preživeli Bagratide v Aniju. 
Tašir-Dzoraget je postal posebej močan med vladavino kralja Davida I. Anhogina, ki je nasledil svojega očeta Kjurikeja I. in vladal od leta 989 do 1048. David I. Anhogin je osvojil nekaj ozemelj Tbiliškega in Ganškega emirata in si za svojo rezidenco izbral utrjeno mesto Samšvile, zdaj v Gruziji. Leta 1001 je neuspešno poskušal pridobiti neodvisnost od bagratidskih kraljev. Po neuspehu ga je kralj Gagik I. kaznoval in mu zasegel vse imetje. Po tem dogodku je postal znan kot 'Anhogin', kar pomeni 'brez zemlje'. Davida I. je nasledil njegov sin Kjurike II., ki je vladal med letoma 1048 in 1089. Po padcu armenskega Bagratidskega kraljestva leta 1045 so Bizantinci Kjurikeju II. podelili naziv kuropalat in je postal neodvisen vladar. 
Kjurike II. je leta 1064 preselil prestolnico iz Macnaberda v Lori. Med seldžuškimi invazijami na Kavkaz je Kjurike II. postal vazal Seldžuškega cesarstva.
Na vrhuncu svoje moči je Kraljestvo Tašir-Dzoraget postalo suveren Tbiliškega emirata  in kraljestva Kaheti-Hereti, kjer je od leta 1029 do 1105 vladala veja Kjurikidske dinastije.
Kjurikidi so se zatem utrdili v trdnjavah Tavuš, Macnaberd in Nor-Berd in ohranili svoj kraljevi naziv do začetka 13. stoletja, ko so regijo osvojili Mongoli.
Za razliko od svojih sorodnikov Bagratidov so bili kjurikidski kralji edinstveni pri kovanju lastnih kovancev. Na hrbtni strani kovancev je bil napis "Naj Gospod pomaga Kjuriku (Juriju) Horapagatu (Kuropalatu)". Kralji so sponzorirali gradnjo številnih cerkva in samostanov v severni Armeniji, vključno s tistimi v Sanahinu, Hagpatu in Hagarcinu. Veliko članov rodbine je bilo pokopanih prav v teh samostanih.
- Samostan Sanahin, zgrajen 957—966.
- Samostan Hagpat, zgrajen 976—991
- Ruševine trdnjave v Loriju, ki jo je zgradil David I. Anhogin[12]

## Vladarji
- Kjurike (Gurgen) I. (978—989)[13]
- David I. Anhogin (969 ali 980[14]—1048[15]
- Kjurike (Gurgen) II. (1048—1089)[14][15]
- Abas in David, skupaj (okoli 1090—1145)[15]

## Vir
- Ташир-Дзорагетское царство. Татары Топрик. М.: Советская энциклопедия, 1956. str. 22. (Большая советская энциклопедия: [в 51 т.]. гл. ред. Б. А. Введенский ; 1949—1958, т. 42).